# Parafia św. Jana Chrzciciela w Łańcuchowie

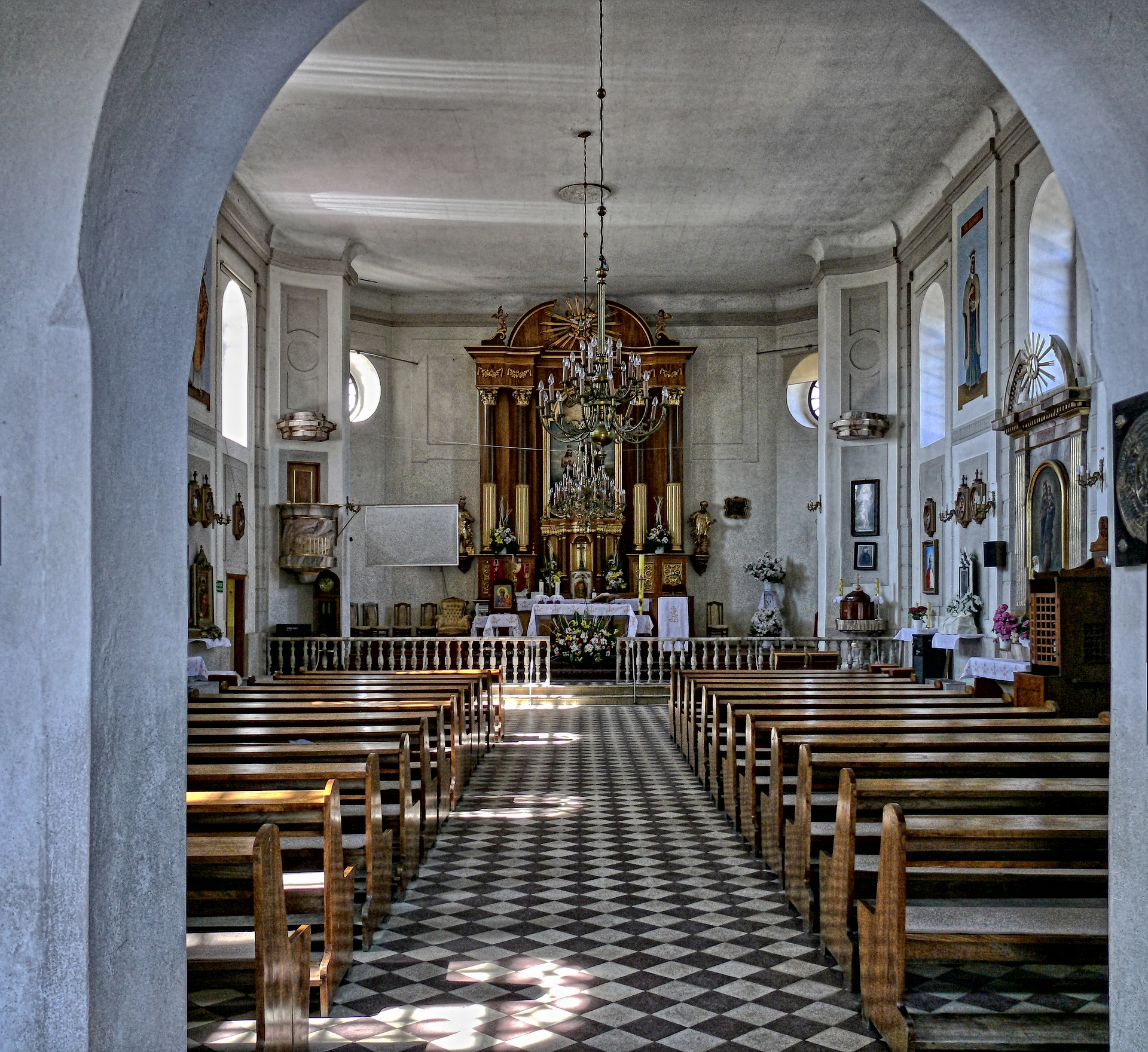
wnętrze świątyni

Parafia Świętego Jana Chrzciciela w Łańcuchowie - parafia rzymskokatolicka w Łańcuchowie, należąca do archidiecezji lubelskiej i Dekanatu Łęczna. Została erygowana w 1374. Mieści się pod numerem 65. Parafię prowadzą księża diecezjalni.